# Тренуци одлуке (филм из 1955)
Тренуци одлуке (словен. Trenutki odločitve) је југословенски и словеначки филм први пут приказан 6. априла 1955. године. Режирао га је Франтишек Чап који је, заједно са Бранком Беланом написао и сценарио .

## Улоге
| Глумац          | Улога               |
| --------------- | ------------------- |
| Стане Север     | Корен               |
| Јулка Старич    | сестра Марија       |
| Стане Потокар   | Бродар              |
| Њешка Горјуп    |                     |
| Метка Бучарјева |                     |
| Франек Трефалт  |                     |
| Берт Сотлар     |                     |
| Северин Бијелић |                     |
| Јоже Пенгов     |                     |
| Јанез Албрехт   |                     |
| Макс Бајц       |                     |
| Славко Белак    |                     |
| Јанез Бертонцељ |                     |
| Данило Безлај   |                     |
| Полде Бибич     | (као Леополд Бибич) |
| Јанез Чук       |                     |
| Вика Грил       |                     |
| Јанко Хочевар   |                     |

Остале улоге  ▼
| Глумац            | Улога                  |
| ----------------- | ---------------------- |
| Елко Јеглич       |                        |
| Мила Качић        |                        |
| Руди Космач       |                        |
| Борис Краљ        |                        |
| Марјан Краљ       |                        |
| Андреј Курент     |                        |
| Драго Макуц       |                        |
| Вера Мурко        |                        |
| Иван Пенгов       |                        |
| Тоња Понебсек     |                        |
| Људевит Приставец |                        |
| Јанез Рохачек     |                        |
| Лојзе Розман      |                        |
| Душан Скедл       |                        |
| Перо Скерл        |                        |
| Јуриј Соучек      |                        |
| Аленка Светел     | (као Аленка Светелова) |
| Фулвио Томица     |                        |
| Јуре Визјак       |                        |

Комплетна филмска екипа  ▼
| Редитељ                   | Франтишек Чап    |                                  |
| Сценариста                | Бранко Белан     | (књига)                          |
| Сценариста                | Франтишек Чап    |                                  |
| Композитор                | Бојан Адамич     |                                  |
| Директор фотографије      | Иван Маринчек    |                                  |
| Mонтажер                  | Радојка Танхофер | (као Радојка Голик)              |
| Сценограф                 | Мирко Липужић    |                                  |
| Уметнички директор        | Ели Ликар        |                                  |
| Костимограф               | Нада Шоуван      |                                  |
| Одсек за шминку           | Иван Калар       | шминкер                          |
| Одсек за шминку           | Берта Меглич     | шминкерка                        |
| Менаџер продукције        | Анте Блај        | вођа снимања                     |
| Менаџер продукције        | Горазд Кончар    | вођа снимања                     |
| Менаџер продукције        | Младен Козина    | директор филма                   |
| Менаџер продукције        | Јоже Визјак      | вођа снимања                     |
| Помоћник режије           | Неда Мал         | помоћник редитеља                |
| Уметнички одсек           | Владо Погачник   | сценски реквизитер               |
| Уметнички одсек           | Јанко Спреитлер  | сценски реквизитер               |
| Уметнички одсек           | Миливој Стањко   | сценски реквизитер               |
| Уметнички одсек           | Леа Светел       | сценски реквизитер               |
| Уметнички одсек           | Јанез Томе       | сценски реквизитер               |
| Одсек за звук             | Фрањо Јурјец     | тон мајстор                      |
| Одсек за камеру и расвету | Лојзе Хочевар    | пратилац камере                  |
| Одсек за камеру и расвету | Срећо Павлоцић   | пратилац камере                  |
| Одсек за камеру и расвету | Вики Пóгачар     | пратилац камере                  |
| Одсек за камеру и расвету | Ладо Сазонов     | фотограф                         |
| Одсек за камеру и расвету | Борис Степациц   | вођа расвете                     |
| Одсек за камеру и расвету | Жарко Тушар      | пратилац камере (као Жаро Тушар) |
| Одсек за костим           | Бојан Ковачић    | гардеробер                       |
| Одсек за монтажу          | Иво Лехпамер     | асистент монтажера               |
| Остала екипа              | Славица Гартнер  | секретар режије                  |
| Остала екипа              | Мирко Махнич     | лектор                           |